# Operación Moisés
La Operación Moisés fue organizada por el gobierno israelí en 1984 con la colaboración de diversas agencias (entre ellas el Mossad) para conseguir trasladar a la comunidad de los judíos etíopes desde Sudán a Israel. El nombre de esta operación fue otorgado en memoria de Moshé Rabeinu y como una clara alusión al éxodo judío de Egipto bajo el liderazgo de Moisés.

## Operaciones de rescate anteriores en Etiopía
En la década de 1960, Noráfrica era el foco principal de las migraciones judías a Israel, pues la comunidad judía de Etiopía no fue tenida en cuenta. Fue en el marco de las migraciones masivas de comunidades judías hacia Israel desde la URSS, aprovechando la mayor liberalización del régimen soviético, cuando la antigua y aislada comunidad judía de Etiopía empezó a tener interés en ir a Israel. Para tal fin se organizó una misión secreta de rescate que Israel planeó a mediados de los 70 para salvar a los judíos etíopes de la sequía y la guerra civil en África, que culminaría en dos masivos transportes aéreos.
Para 1980 contingentes menores de algunos cientos de falashas fueron trasportados a Israel. La mayoría provenían de Tigram, Gondar y Addis Abeba. Los recién llegados fueron alojados (entre otros sitios) en campamentos cercanos a Beersheva, en Ofakim y Netivot. Los traslados fueron realizados, en su mayoría, en secreto, aunque la población local los conocía bastante bien. Personal de varios ministerios los acogió y ayudó a su integración, y el personal del Ministerio de Salud Israelí los sometió a exámenes sanitarios rigurosos.

## Los 45 días de la Operación Moisés
Con este antecedente, se planeó en 1984 la Operación de Rescate Moisés, la cual duraría 45 días, iniciándose en noviembre de 1984 y terminando en enero de 1985. Debido al incremento del interés soviético y árabe por Etiopía, los cuales impedían explícitamente a cualquier país de su influencia ayudar de algún modo a Israel, esta operación fue ejecutada secreta y silenciosamente, logrando traer a Israel a 8.000 judíos etíopes de los campos de refugiados somalíes ubicados en territorio sudanés.
Dado que Israel ejecutó esta operación con la ayuda de Estados Unidos y las fuerzas de seguridad de Sudán, 1000 judíos etíopes quedaron en territorio sudanés por la ruptura de las negociaciones entre Sudán e Israel, ocurridas cuando los países árabes recriminaron a Sudán por colaborar con ese país en el transcurso de la operación. Aproximadamente 4.000 judíos etíopes murieron durante el recorrido a pie para llegar a Sudán, en donde estaban los aviones para evacuarlos a Israel.

## Operaciones posteriores
En mayo de 1991, Israel ejecutó la Operación Salomón en un nuevo intento por trasladar a la comunidad judía de Etiopía a Israel, en la que transportó a los 14.200 judíos que aún quedaban en Etiopía en tan solo 36 horas.

## La Operación Moisés en el cine
El director rumano Radu Mihaileanu ha ambientado en esta operación una de sus películas, llamada "Vete y vive", también conocida como "Ser digno de ser". ganadora en 2005 del Premio del Público en la sección Panorama del Festival de cine de Berlín.
En 2019, el portal de películas y series Netflix filmó The Red Sea Diving Resort, protagonizada por los actores Chris Evans, Michael Kenneth Williams, Ben Kingsley y Greg Kinnear.